# 5203 Pavarotti
5203 Pavarotti (1984 SF1) là một tiểu hành tinh vành đai chính được phát hiện ngày 27 tháng 9 năm 1984 bởi Z. Vavrova ở Klet.